# L'Amour invincible
L'Amour invincible (El amor invencible) est une telenovela mexicaine produite par Televisa et diffusée entre le 20 février 2023 et le 9 juin 2023 sur Las Estrellas ,.
En France, elle est diffusée entre le 22 avril 2024 et le 9 août 2024 sur Novelas TV.
Diffusée actuellement sur Antenne Réunion, deux épisodes tous les samedis.

## Synopsis
Leona (Angelique Boyer) , après avoir perdu tous ses proches il y a 15 ans et cru ses jumeaux morts aux mains du père (Guillermo García Cantú) de son premier amour (Daniel Elbittar), se lance dans un voyage où elle cherchera justice contre tous ceux qui lui ont fait du mal. Cependant, ce qu’elle ne sait pas, c’est que dans ce processus, elle découvrira que les bébés qu’elle croyait morts sont en réalité vivants et que le véritable amour viendra avec un vieil ami avec qui elle sera également réunie. Maintenant, elle sera déchirée entre son désir originel de justice et le besoin de retrouver le lien avec ses deux enfants, en plus de faire confiance à l’amour à nouveau.

## Fiche technique
- Titre original : El amor invencible
- Titre français : L'Amour invincible
- Création : Pablo Ferrer García-Travesí et Santiago Pineda Aliseda d'après Mar Salgado
- Réalisation : Santiago Barbosa et Jorge Robles
- Scénario : Eric Morales, Bonnie Cartas et Carlos Alcázar
  - Développement : Hugo Moreno Cano, Martha Jurado, Marisela Rodríguez, Juan Osorio, Claudia Vázquez, Lilian Gatica et Eduardo Rubio
- Musique : Miguel Mendoza, Armando López et Enrique Pérez
- Production : Ignacio Ortiz Castillo
  - Production exécutive : Juan Osorio
- Société de production : Televisa
- Société de distribution : Televisa Internacional

- Pays :  Mexique
- Langue : espagnol
- Format : Couleur - HDTV 1080i - 16/9 - Son stéréophonique
- Genre : telenovela
- Durée : 60 minutes
- Dates de première diffusion :
  - Mexique : 20 février 2023 sur Las Estrellas
  - France : 22 avril 2024 sur Novelas TV

## Distribution
- Angelique Boyer : Marena Ramos / Leona Bravo Alba de Torrenegro
  - Dalexa Meneses : Marena Ramos (jeune)
- Danilo Carrera : Adrián Hernández / David Alejo
  - Mikel Mateos : Adrián Hernández (jeune)
- Daniel Elbittar : Gael Torrenegro Aizpuru
  - Daney Mendoza : Gael Torrenegro Aizpuru (jeune)
- Leticia Calderón : Josefa Aizpuru Torrenegro
- Marlene Favela : Columba Villarreal de Torrenegro
- Guillermo García Cantú : Ramsés Torrenegro
- Arcelia Ramírez : Consuelo Domínguez de Gómez
- Gabriela Platas : Camila Torrenegro Aizpuru de Peralta
- Alejandra Ambrosi : Jacinta Hernández
- Víctor González : Calixto Peralta
- Luz María Jerez : Clara Hernández
- Isabella Tena : Ana Julia Peralta Torrenegro / Ana Julia Torrenegro Ramos
- Emiliano González (acteur) (es) : Benjamín García Hernández / Benjamín Torrenegro Ramos
- Ana Tena (hu) : Dolores «Lola» García Hernández
- Karla Gaytán : Itzel Gómez Domínguez
- Lukas Urkijo : Teodoro «Teo» Gómez Domínguez
- Abril Michel : Francisca «Kika» Torrenegro Villarreal
- Pedro de Tavira : Matías Torrenegro Aizpuru
- Regina Velarde : Flor García Hernández
- Cinthia Aparicio : Rita
- José Daniel Figueroa : Jeremías García
- Luis Arturo : Romeo Lombardi
- Carlos Orozco Plascencia : Cristóbal Gómez
- Sebastián Guevara :  Oliver Torrenegro Villarreal
- Mía Fabri : Liliana «Lily» Romero Hernández / Liliana «Lily» García Hernández
- Juan Pablo Molina : Danilo Torrenegro
- Juan Soler : Apolo Torrenegro Mansour
- Pablo Perroni : Bernal Ramos
- Ludyvina Velarde : Cleo de Ramos
- Fernanda Valenzuela : Tina
- Emilio Palacios : Chef Alino
- Dan Osorio : Dr. Orión Bustillo
- Christopher Aguilasocho : Manuel
- Emilio Caballero : Dano
- Magaly Flores : Muchi
- Horacio Beamonte : Narvi
- Deicardi Díaz : Valerio
- Eduardo Barajas : Silvano Romero
- Ignacio Casano : Marco Núñez
- Sergio Basáñez : Orlando Lombardi

## Production

### Développement
En juillet 2022, le producteur Juan Osorio annonçait le début de la préproduction de son prochain projet dont le titre provisoire était Amor imposible. Le 13 octobre 2022, il a été annoncé que la télénovela aura le titre officiel El amor invencible étant une adaptation de Mar Salgado, une télénovela produite par SIC et SP Televisão,. La production de la télénovela a commencé le 7 novembre 2022. La production a envisagé un total de 70 épisodes mais vu son succès 10 épisodes ont été ajoutés totalisant 80 épisodes.

### Casting
En août 2022, l'actrice Anette Michel  rejoindrait le tournage de la télénovela. Le 22 septembre 2022, Leticia Calderón rejoindrait le tournage de la télénovela. Le 7 octobre 2022, Angélique Boyer et Danilo Carrera ont été annoncés comme les protagonistes du feuilleton. Le 14 octobre 2022, Guillermo García Cantú, Luz María Jerez, Marjorie de Sousa et Daniel Elbittar ont rejoint le casting en tant qu'antagonistes. Le 24 octobre 2022, Marlène Favela a rejoint le casting comme l'un des principaux méchants de la production. Le 27 octobre 2022, le départ prématuré des actrices Marjorie de Sousa et Anette Michel est annoncé.  Anette Michel a expliqué que sa raison de quitter la production était parce qu'il n'avait pas terminé le tournage d'un film à temps et correctement tandis que Marjorie de Sousa s'est retiré parce que le tournage du feuilleton d'époque El Conde: Amor y honor n'était pas encore terminé,.

## Version française
La version française est assurée par Hiventy North Africa au Maroc.

## Diffusion
- : Las Estrellas (2023)
- : Novelas TV (2024)
- : Antenne Réunion (2025)
- : StarTimes Novelas F (2025)

## Autres versions
- Mar Salgado (2014-2015)